# Fredrik Valros
Fredrik Alexander Valros, född 9 oktober 1887 i Hitis, död 10 mars 1956 i Stockholm, var en finländsk journalist. 
Valros var 1916–1917 medlem av Hufvudstadsbladets redaktion och arbetade som chefredaktör för Svenska Tidningen 1919–1921 med kraft för finlandssvenskhetens sak. Efter några år i Sverige var han 1925–1930 anställd vid Hufvudstadsbladet, från 1928 som redaktionschef. Han tjänstgjorde 1930–1944 som chefredaktör för Svenska Pressen och gjorde på denna post en insats mot antidemokratiska krafter i hemlandet och utomlands. Han verkade sedan tidningen indragits 1944 på grund av en artikel om den allierade landstigningen i Normandie som svensk programdirektör vid Rundradion och blev 1946 redaktör för Finska pressmeddelanden i Stockholm.